# عالم النسيج
عالم النسيج هي رواية خيالية مظلمة 1987 لكليف باركر . تدور حول عالم سحري مخبأ داخل سجادة مصنوعة من النسيج، تعرف باسم «فوغا» ، لحمايته من كل من البشر الفضوليين والأعداء الخارقين . أصبح شخصان عاديان متورطين في مصير فوغا حيث يسعيان في محاولة لإنقاذ عالم النسيج من أولئك الذين يسعون إلى تدميره. تم ترشيح الكتاب في عام 1988 لجائزة أفضل رواية خيالية في عالم الفنتازيا. 

## ملخص الرواية
قبل عقود من افتتاح الكتاب، قام جمع بسباق سحري يُعرف باسم سيركايند بدمج جميع قواهم لخلق عالم سري يُعرف باسم  «فوغا»، وفي سجادة نسجوا أكثر مواقعهم المحبوبة والحيوانات والممتلكات وأنفسهم كملاذ آمن. كان هدفهم تجنب الاضطهاد من قبل البشر (الذين يسمونهم الشياطين والجنيات) والقضاء على الكائن المدمر المعروف باسم الآفة. طبيعة هذا المخلوق غير معروفة تمامًا لـ سيركايند ، حيث لم ينج أحد من وصفه. تُترك السجادة فوغا، التي تشبه السجادة العادية، وإن كانت منسوجة بشكل رائع، في رعاية امرأة عادية تسمى ميمي لاشينسكي، التي تزوجت من أحد جمع سيركايند وتقيم في ليفربول، إنجلترا.

### عن الرواية
في بداية العام  2017 – نشرت وسائل الإعلام الأمريكية خبر اختيار الكاتب والمخرج التلفزيوني جوش ستولبرج، لكتابة المعالجة التلفزيونية للرواية، وأكد الكاتب الخبر من خلال صورة نشرها بحسابه الشخصي على موقع التواصل الاجتماعي «تويتر»، ولكن هذا لا يؤكد الانتهاء من إنتاج المسلسل ليكون جاهزًا للعرض في 2018، خاصة وأن الشركة المنتجة للمسلسل صرحت منذ عام 2015 أنها تنوي تحويل الرواية إلى مسلسل، ولكن الخطوات في تحقيق هذا القرار تبدو بطيئة.

## الاستقبال
في معرض استعراض لـ عالم النسيج في تورنتو ستار ، صرح هنري ميتكويكز «أثبت باركر أنه أكثر إنجازًا وثقة بالنفس من أي من أعماله السابقة. يعتمد عالم النسيج على بنية سردية معقدة نسبيًا ومجموعة من الشخصيات المتقنة الصياغة». 

## تكييف بالكتاب الهزلي
تم تحويل عالم النسيج إلى سلسلة كومكس من ثلاثة أعداد في عام 1991 بواسطة إيبك كومكس. كتب المسلسل إريك سالتز وقلم مايك مانلي. عمل كلايف باركر كمستشار.

## سلسلة مصغرة للرواية
- أكمل الروائي وكاتب السيناريو مايكل مارشال سميث المسودة الأولى لسيناريو لسلسلة مصغرة مدتها ثماني ساعات في عام 1995. طُلب من سميث فيما بعد كتابة نص كامل، لكن المشروع وقع في توقف ولم يعد له دور. [3] في عام 2001 ، صرّح باركر في مقابلة أجريت معه أن سلسلة مصغرة من شوتايم مدتها ست ساعات كانت على وشك الدخول في مرحلة ما قبل الإنتاج، مدتها سنتان، من إخراج كوير كمخرج فولكلوري ، راسل مولكاهي ، ربما تم تصويره في أستراليا. [4] أعلن باركر أن العرض كان من المقرر أن يبدأ في عام 2003 ، مع ستيفن مولتون ككاتب سيناريو.

- في عام 2005 ، صرح باركر: «أخيرًا، أخيرًا، أخيرًا !» تم تصوير الكتاب في سلسلة مصغرة. [5]
- في عام 2006 ، صرح باركر مرة أخرى أن التكيف سلسلة مصغرة على وشك الدخول في الإنتاج. [6] في سبتمبر 2015 ، أعلنت شبكة CW أنه سيتم دمج عالم النسيج في سلسلة ليتم كتابتها وإنتاجها بواسطة Warehouse 13's Jack Kenny وإنتاج كليف باركر. [7]

## روابط خارجية
- تشرين الأول / أكتوبر 2007 هو الذكرى السنوية العشرين لتاريخ وريفيور المحفوظ للمعلومات والمعلومات من الكشف - المصدر الرسمي لكليف باركر.